# Alenia Marconi Systems
Alenia Marconi Systems (AMS) була великою європейською оборонною електронною компанією та спільним підприємством з рівними частками між BAE Systems та Finmeccanica (зараз Leonardo S.p.A.) до її розпуску 3 травня 2005 року.
AMS була утворена в 1998 році шляхом злиття компаній GEC-Marconi Radar and Defence Systems та Alenia Difesa. Рівні частки в компанії, що утворилася, належали Finmeccanica та GEC-Marconi (пізніше Marconi Electronic Systems (MES)), підрозділу General Electric Company (GEC).
Після поділу й подальшого продажу підрозділу MES в 1999 році, частка GEC в AMS перейшла до BAE Systems.
У 2001 році підрозділ ракетних систем AMS був об'єднаний з Aerospatiale Matra Missiles і Matra BAe Dynamics у MBDA.
7 жовтня 2003 року британська холдингова компанія AMS змінила свою зареєстровану назву з Alenia Marconi Systems Limited на AMS Limited, щоб відповідати домовленостям, досягнутим щодо використання назви «Marconi» після продажу компанії Marconi Electronic Systems компанією GEC (пізніше Marconi plc). Цю зміну назви відобразили в ребрендингу всієї компанії, хоча італійська холдингова компанія зберегла назву Alenia Marconi Systems SpA.
28 січня 2005 року BAE Systems та Finmeccanica оголосили про намір розірвати своє партнерство у спільному підприємстві AMS з операціями AMS у Великобританії та Італії, які перейшли до відповідних партнерів, як домовлялися в межах Eurosystems Transaction. 3 травня 2005 року транзакцію Eurosystems завершили:
- Британські операції AMS (за винятком управління повітряним рухом і систем зв'язку) об'єднали з підрозділом C4ISR компанії BAE Systems (за винятком систем зв'язку) і утворили новий підрозділ BAE Systems Integrated System Technologies (Insyte) компанії BAE Systems.
- Італійські операції AMS (Alenia Marconi Systems SpA) стали SELEX Sistemi Integrati, яка своєю чергою стала Selex ES у січні 2013 р.[1]

## Продукція
- Керування повітряним рухом
- Системи протиповітряної оборони
- Аеропортова інфраструктура
  - Освітлення
  - Метеорологічні системи
- Управління військами (C²)
- Системи зв'язку
- Лінії передачі даних
- Тренажери
  - Аерокосмічні
  - Військові
- Радари — Цивільні та військові
  - Наземні
  - Військово-морські